# وزارت کارآمدی دولت
وزارت کارآمدی حکومت (به انگلیسی: Department of Government Efficiency) به‌طور خلاصه شده دوج (به انگلیسی: DOGE) یک کمیسیون مشورتی در سطح رئیس‌جمهور در حکومت ایالات متحده آمریکا است که توسط دونالد ترامپ در دومین دوره ریاست‌جمهوری وی تأسیس شد. این اداره توسط تاجران میلیاردر ایلان ماسک و ویوک راماسوامی رهبری می شد. وزارتکارآمدی حکومت، علی‌رغم نامش، به عنوان یک بخش اجرایی فدرال عمل نمی‌کند، لذا وارد سازوکار تأیید کنگره نمی‌شود بلکه در عوض، به عنوان یک نهاد مشورتی عمل می‌کند که توصیه‌هایی در مورد ساده‌سازی حکومت فدرال و کاهش ناکارآمدی آن ارائه می‌دهد. همچنین، عنوان «دوج» به میم دوج و رمزارز دوج‌کوین نیز اشاره دارد.

## تاریخچه
ایده تأسیس اداره کارآمدی با وعده‌های انتخاباتی ترامپ برای کاهش هزینه‌های فدرال و کاهش اندازه حکومت و میزان کسری مالی فدرال مرتبط است. مفهوم اداره کارآمدی حکومت در بحثی بین ایلان ماسک و دونالد ترامپ به وجود آمد. ماسک ایده یک وزارتخانه برای ساده‌سازی کارایی دولت را با ترامپ مطرح کرد. بعدها ترامپ به ماسک برای ریاست این اداره پیشنهاد داد.
ماسک پیشنهاد کرد که اداره کارآمدی حکومت می‌تواند به کاهش بودجه فدرال آمریکا تا ۲ تریلیون دلار از طریق اقداماتی مانند کاهش ضایعات، پایان دادن آژانس‌های اضافی و کوچک کردن نیروی کارمندان فدرال کمک کند. راماسوامی همچنین گفته که اداره کارآمدی حکومت ممکن است کل آژانس‌های فدرال را حذف کند و تعداد کارمندان را تا ۷۵٪ کاهش دهد. ماسک همچنین پیشنهاد کرده که تعداد آژانس‌های فدرال از بیش از ۴۰۰ واحد به کمتر از ۱۰۰ تا تجمیع شود.